# براگ (دهانه)
براگ یک دهانه برخوردی در ماه است.

## دهانه‌های اقماری
این دهانه ۳ دهانه اقماری دارد.
| Bragg | عرض جغرافیایی | طول جغرافیایی | قطر          |
| ----- | ------------- | ------------- | ------------ |
| H     | ۴۱٫۷° N       | ۱۰۱٫۰° W      | ۴۰٫۰ کیلومتر |
| M     | ۳۹٫۱° N       | ۱۰۲٫۵° W      | ۴۵٫۰ کیلومتر |
| P     | ۴۰٫۰° N       | ۱۰۴٫۴° W      | ۳۰٫۰ کیلومتر |